# Tristix
Tristix es un género de foraminífero bentónico de la subfamilia Frondiculariinae, de la familia Nodosariidae, de la superfamilia Nodosarioidea, del suborden Lagenina y del orden Lagenida. Su especie-tipo es Rhabdogonium liasinum. Su rango cronoestratigráfico abarca desde el Liásico (Jurásico inferior) hasta el Eoceno.

## Clasificación
Se han descrito numerosas especies de Tristix. Entre las especies más interesantes o más conocidas destacan:
- Tristix carinata †
- Tristix chathamensis †
- Tristix liasinum †
- Tristix permiana †

Un listado completo de las especies descritas en el género Tristix puede verse en el siguiente anexo.